# Ейлон Альмог
Ейлон Альмог (івр. אילון אלמוג, нар. 8 січня 1999, Нес-Ціона) — ізраїльський футболіст, нападник клубу «Маккабі» (Тель-Авів).
Виступав, зокрема, за клуби «Бейтар» (Тель-Авів Рамла) та «Хапоель» (Хадера), а також молодіжну збірну Ізраїлю.

## Клубна кар'єра
Народився 8 січня 1999 року в місті Нес-Ціона. Вихованець футбольної школи клубу «Маккабі» (Тель-Авів).
У дорослому футболі дебютував 2018 року виступами за команду «Бейтар» (Тель-Авів Рамла), в якій провів один сезон, взявши участь у 19 матчах чемпіонату. У складі «Бейтара» був одним з головних бомбардирів команди, маючи середню результативність на рівні 0,37 гола за гру першості.
Своєю грою за цю команду привернув увагу представників тренерського штабу клубу «Хапоель» (Хадера), до складу якого приєднався 2019 року. 
Пізніше, того ж року, приєднався до складу клубу «Маккабі» (Тель-Авів). Станом на 3 вересня 2020 року відіграв за тель-авівську команду 22 матчі в національному чемпіонаті.

## Виступи за збірні
У 2015 році дебютував у складі юнацької збірної Ізраїлю (U-17), загалом на юнацькому рівні взяв участь у 15 іграх, відзначившись 4 забитими голами.
У 2017 році залучався до складу молодіжної збірної Ізраїлю. На молодіжному рівні зіграв у 4 офіційних матчах, забив 1 гол.

## Титули і досягнення
- Чемпіон Ізраїлю (1):

«Маккабі» (Тель-Авів): 2019-20
- Володар Кубка Ізраїлю (1):

«Маккабі» (Тель-Авів): 2020-21
- Володар Кубка Тото (1):

«Маккабі» (Тель-Авів): 2020
- Володар Суперкубка Ізраїлю (3):

«Маккабі» (Тель-Авів): 2019, 2020
«Хапоель» (Беер-Шева): 2025